# Janne Önnerud
Jan (Janne) Önnerud, född 15 juni 1948, är en svensk dansbands- och popsångare.
Janne Önnerud startade sin karriär som trummis i popgruppen Hounds under 1960-talet. Han fick även framträda som sångare på vissa låtar bland annat "The Lion Sleeps Tonight", som blev Hounds största hit på Tio i topp-listan.
Hans solokarriär startade 1968 då han turnerade med Telstarsparaden, en paketshow där även Tommy Körberg, Eleanor Bodel och Björn Skifs medverkade. Han fick 1969 en skivframgång med "Kärlekens hus", som hamnade på Svensktoppen. 1970 startade han dansbandet Janne Önnerud & gänget som senare bytte namn till Janne Önnerud & Co. Under 1970-talet lyckades dessa pricka in två stora hits på Svensktoppen – "Är du min älskling än" 1977 och "Tommy" 1979. Han deltog i den svenska Melodifestivalen 1984 med melodin "Nu är jag tillbaks igen", som slutade på delad sjätte plats.
I tre säsonger under 1980-talet var Janne Önnerud programledare för Svensktoppen.

## Sololåtar på Svensktoppen
- Nu är det advent - 2000–2001 (duett med Kikki Danielsson)

### Missade svensktoppslistan
- Vänder hem - 1997
- Kom tillbaks till mig - 1999
- Du och jag - 2002 (duett med Kikki Danielsson)